# Мизинто
Мизинто (итал. Misinto) је насеље у Италији у округу Монца и Бријанца, региону Ломбардија.
Према процени из 2011. у насељу је живело 4250 становника. Насеље се налази на надморској висини од 247 м.

## Становништво
Према резултатима пописа становништва 2011. у општини је живело 5.195 становника.
| 1936. | 1951. | 1961. | 1971. | 1981. | 1991. | 2001. | 2011. |
| ----- | ----- | ----- | ----- | ----- | ----- | ----- | ----- |
| 1.517 | 1.772 | 2.259 | 2.586 | 3.424 | 3.689 | 4.108 | 5.195 |